# Associação Cultural e Desportiva de Santo Estêvão
A Associação Cultural e Desportiva de Santo Estêvão é um clube português, localizado na freguesia de Santo Estêvão, concelho de Chaves, distrito de Vila Real.

## História
O clube foi fundado em 1983 e o seu presidente chama-se Luís Ferreira. Após uma curta paragem, desde 2007 até ao presente, no que diz respeito ao futebol, a Associação Cultural e Desportiva de Santo Estêvão retomou a atividade em Setembro de 2013, o clube irá participar na Liga Amadora de Futebol da Associação de Futebol de Vila real na época 2013/2014.

## Campo de Jogos
Apesar de o campo de jogos, o Campo Nossa Senhora do Rosário, se ter mantido ao longo das gerações, os balneários já existentes foram completados na década de 90 com a construção de uma bancada com capacidade para cerca de 300 espectadores. Posteriormente, os balneários foram restaurados na época de 2012/2013, apesar de o clube se encontrar parado, melhorando claramente as suas condições.Deixo embaixo um link para uma foto do campo: